# Споменик Ђури Јакшићу у Скадарлији
Споменик Ђури Јакшићу је споменик у Београду. Налази се испред куће где је Јакшић живео и умро, у Скадарској улици 34, општини Стари град.

## Подизање споменика
Споменик је један од симбола Скадарлије, постављен је 1990. године, а израдио га је вајар Јован Солдатовић. Израђен је од бронзе, а висине је 1,5 метара.

## Занимљивости
Занимљиво је да се истоветни споменик Ђури Јакшићу налази и у Новом Саду, у Дунавском парку. У парку је споменик постављен 1982. године.

## Галерија
- Споменик Ђури Јакшићу у Београду
- Споменик Ђури Јакшићу у Новом Саду